# Балыкина, Юлия Владимировна
Юлия Владимировна Балыкина (12 апреля 1984, Булган — 28 октября 2015) — белорусская бегунья на короткие дистанции, специализировалась в беге на 100 метров. Участница летних Олимпийских игр 2012 года. Мастер спорта Белоруссии международного класса.

## Биография
Родилась в городе Булган, Монголия. Начала заниматься спортом в 18 лет на Украине в Запорожье, затем в 2008 году переехала в Беларусь. Многократная чемпионка Беларуси в беге на 100 и 200 метров. Выступала на Олимпийских играх 2012 года в беге на 100 метров и эстафете 4×100 метров за команду Беларуси.
11 июня 2013 года из-за положительного результата допинг-теста была дисквалифицирована на 2 года, после чего приняла решение об окончании спортивной карьеры. С 2014 года работала тренером Минской специализированной детско-юношеской спортивной школы олимпийского резерва № 2 БФСО «Динамо».

### Смерть
28 октября 2015 года Юлия пропала по дороге домой. Следствие подозревало её бывшего молодого человека, Дмитрия, в убийстве. 16 ноября Министерство внутренних дел Республики Беларусь сообщило, что тело убитой обнаружено в лесу рядом с деревней Старина Смолевичского района Минской области. Минский городской суд признал Дмитрия Вишталюка виновным в убийстве легкоатлетки Юлии Балыкиной. 27 июня 2016 года суд огласил приговор
— 23 года колонии усиленного режима. Обвиняемый полностью признал свою вину.

## Достижения

### Международные
- Чемпионат Европы по лёгкой атлетике в помещении 2009: 60 м. — 17-е место (7,41).
- Чемпионат Европы по лёгкой атлетике 2010: 100 м. — 17-е место (11,55); 4×100 м. — 5-е место (43,18).
- Чемпионат мира по лёгкой атлетике 2011: 4×100 м. — 14-е место (44,38).
- Чемпионат Европы по лёгкой атлетике 2012: 100 м. — 7-е место (11,39); 4×100 м. — 7-е место (44,06).
- Чемпионат мира по лёгкой атлетике в помещении 2012: 60 м. — 13-е место (7,28).
- Олимпийские игры 2012: 100 м. — 47-е место (11,70); 4×100 м. — 14-е место (43,90)[13].

### Национальные
- Чемпионат Белоруссии по лёгкой атлетике в помещении 2009 — 2-е место в беге на 60 метров (7,37), 2-е место в беге на 200 метров (24,53).
- Чемпионат Белоруссии по лёгкой атлетике в помещении 2010 — 1-е место в беге на 60 метров (7,38), 10-е место в беге на 200 метров (25,11).
- Чемпионат Белоруссии по лёгкой атлетике 2010 — 2-е место в беге на 100 метров (11,25)[14].
- Чемпионат Белоруссии по лёгкой атлетике 2011 — 1-е место в беге на 100 метров (11,51), 1-е место в беге на 200 метров (23,95).
- Чемпионат Белоруссии по лёгкой атлетике в помещении 2012 — 1-е место в беге на 60 метров (7,25).
- Чемпионат Белоруссии по лёгкой атлетике 2012 — 1-е место в беге на 100 метров (11,61).
- Чемпионат Белоруссии по лёгкой атлетике в помещении 2013 — 4-е место в беге на 60 метров (7,57).